# Agnetha Fältskog

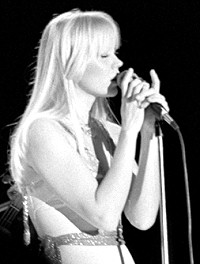
Agnetha Åse Fältskog (1977)

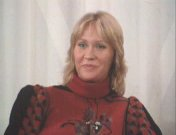
Agnetha Fältskog (1982)

Agnetha Åse Fältskog (ur. 5 kwietnia 1950 w Jönköping) – szwedzka piosenkarka, aktorka, współzałożycielka i wokalistka zespołu ABBA, w którym śpiewała razem z Anni-Frid Lyngstad, Björnem Ulvaeusem i Bennym Anderssonem.

## Życiorys
Jest córką menedżera domu towarowego Knuta Ingvara Fältskoga i Birgit Margarety Johansson, którzy pobrali się w 1945. Wychowywała się w bloku przy Tegelsbruksgatan w prowincjonalnym Jönköpingu. Ma młodszą o pięć lat siostrę, Monę. Od najmłodszych lat interesowała się muzyką; zafascynowana grą swojego sąsiada, Sigvarda Anderssona, jako dziecko podjęła naukę gry na fortepianie, poza tym śpiewała w chórze kościelnym i napisała swoją pierwszą piosenkę – „Två små troll”. W wieku sześciu lat zadebiutowała na scenie podczas zorganizowanego przez jej ojca przedstawieniu z okazji świąt Bożego Narodzenia.
W 1960 założyła ze swoimi przyjaciółkami, Leną Johansson i Elisabeth Strub, trio muzyczne The Chambers, które występowało w lokalnych klubach. W wieku 15 lat porzuciła szkołę z postanowieniem zrobienia kariery muzycznej. Dorabiała, pracując jako telefonistka w firmie samochodowej Atteviks. Rok później związała się z zespołem tanecznym Bernta Enghardta, w którym przez kolejne dwa lata śpiewała własne kompozycje. By odróżnić się od poprzedniej wokalistki zespołu, która także miała na imię Agneta, dodała do swojego imienia literę „h”. Jej pierwszym znaczącym przebojem była piosenka „Jag var så kär”, którą napisała pod wpływem rozstania ze swoim chłopakiem, Björnem Lilją, a w jej wydaniu pomógł jej Karl Gerhard Lundkvist z wytwórni muzycznej Cupol. W 1968, mając 17 lat, wydała swój pierwszy album, zatytułowany po prostu Agnetha Fältskog, a rok później – płytę pt. Agnetha Fältskog Vol. 2. Pierwszy z albumów promowała singlem „Jag var så kär”, z którym dotarła do pierwszego miejsca na szwedzkiej liście przebojów. Ze względu na narastającą popularność w tym okresie przeprowadziła się do Sztokholmu. W 1969 wyjechała także do Berlina Zachodniego, by nagrać niemieckojęzyczne single, jednak bez większego powodzenia.
Poza autorskimi utworami nagrywała własne wersje zagranicznych przebojów, wykonując je na koncertach w całej Szwecji. Podczas występu w telewizji w styczniu 1968 spotkała po raz pierwszy Anni-Frid Lyngstad. W maju 1969 podczas nagrań programu w telewizji poznała Björna Ulvaeusa, z którym dwa lata później wzięła ślub. W 1970 wydała album pt. Som jag är, a rok później – płytę pt. När en vacker tänke blir en sång. W 1972 zagrała Marię Magdalenę, główną rolę w szwedzkiej wersji rock opery Jesus Christ Superstar.
W latach 1972–1982 wraz z Bennym Anderssonem, Björnem Ulvaeusem i Anni-Frid Lyngstad występowała w zespole ABBA, z którym nagrała i wydała osiem albumów studyjnych: Ring Ring (1973), Waterloo (1974), ABBA (1975), Arrival (1976), The Album (1977), Voulez-Vous (1979), Super Trouper (1980) i The Visitors (1981).
Pozostając wokalistką ABB-y, nagrała i wydała kolejne solowe płyty. W 1975 premierę miał album pt. Elva kvinnor i ett hus, na którym umieściła m.in. utwór „S.O.S.”, następnie wydany pod szyldem ABB-y. W 1980 wydała album pt. Nu tändas tusen juleljus, który nagrała z córką, Lindą Ulvaeus. Po rozpadzie ABB-y w 1982 kontynuowała działalność solową. W 1983 wydała album pt. Wrap Your Arms Around Me, który rozszedł się w nakładzie 1,2 mln egzemplarzy na świecie oraz dotarł do pierwszego miejsca na listach sprzedaży w Belgii i Danii. W tym samym roku pojawiła się w roli Lisy, córki biednego rybaka w filmie Raskenstam. Poza tym planowała w tym okresie wydać książkę autobiograficzną, nad którą pracowała z dziennikarką Brittą Åhman, jednak ostatecznie wstrzymała publikację. Odmówiła też roli Swietłany w musicalu Chess, nagrała jednak demo piosenki „Every Good Man”, która następnie trafiła do spektaklu jako „Heaven Help My Heart”. W 1985 wydała album pt. Eyes of a Woman, a rok później wypuściła szwedzkojęzyczną płytę pt. Sjung denna sång oraz nagrała w duecie z Olą Håkanssonem singiel „The Way You Are”/„Fly Like the Eagle” na potrzeby promocji kandydatury Falun w konkursie na miasto-organizatora Zimowych Igrzysk Olimpijskich 1992. W tym samym roku wystąpiła razem z Håkanssonem podczas charytatywnej gali na rzecz uchodźców Flyktinggalan w Sztokholmie. W trakcie wydarzenia poznała Petera Ceterę, który namówił ją do nagrania kolejnego albumu. Efektem współpracy był album pt. I Stand Alone, wydany w 1987, na którym znalazły się piosenki skomponowane przez Bruce’a Gaitscha. Promocję płyty ograniczyła do nagrania teledysku do piosenek „Last Time”, „Let It Shine” i „I Wasn’t the One Who Said Goodbye” oraz występu w programie Terry Wogan Show i udzielenia kilku wywiadów prasowych, co spowodowało, że album cieszył się słabym zainteresowaniem słuchaczy i nie odniósł sukcesu sprzedażowego, sprzedając się zaledwie w 500 tys. kopii. Również w 1987 wydała album pt. Kom följ med i vår karusell, który nagrała z synem, Christianem.
W kolejnej dekadzie wycofała się z działalności muzycznej, ponadto przestała udzielać się w mediach, odmawiała udzielania wywiadów i nie zgadzała się na fotografowanie jej w sytuacjach prywatnych. We wrześniu 1996 na rynku ukazała się jej książka autobiograficzna pt. Som jag är, której jeszcze w latach 80. napisała z Brittą Åhman. Publikacja spotkała się z chłodnym przyjęciem ze strony czytelników i krytyków, którzy uznali ją za „rozczarowującą” i „nieciekawą”. W 2004 wydała pierwszy od 17 lat album pt. My Colouring Book, zawierający covery jej ulubionych piosenek z lat 60.. Mimo chłodnych recenzji krytyków w Szwecji, album uzyskał tam status potrójnie platynowej płyty i dotarł do pierwszego miejsca na liście bestsellerów, ponadto otrzymał srebrną płytę za sprzedaż w Wielkiej Brytanii, gdzie dotarł do 12. miejsca w notowaniu UK Albums Chart, a także zdobył status złotej płyty w Finlandii. Album promowała singlem „If I Thought You’d Ever Change Your Mind”, będącym coverem piosenki Cilli Black z 1969.
Latem 2008 wraz z pozostałymi członkami ABB-y uczestniczyła w imprezach z okazji oficjalnej premiery filmu Mamma Mia!, w którym wykorzystano największe przeboje zespołu. 11 marca 2013 wydała single „When You Really Loved Someone” i „The One Who Loves You Now”, a dwa miesiące później – album studyjny pt. A, jej pierwszą od 25 lat płytę z premierowym materiałem, tworzonym przez Jörgena Elofssona i Petera Nordahla. W lipcu wydała kolejny singiel z krążka – „Dance Your Pain Away”. Album zdobył uznanie krytyków i słuchaczy, dzięki którym dotarł do czołowych miejsc na wielu europejskich listach sprzedaży, m.in. do drugiego miejsca w Szwecji, Danii i Austrii oraz szóstego miejsca w Wielkiej Brytanii, gdzie zdobył status złotej płyty, podobnie jak w Szwecji i Australii.

## Życie prywatne
22 lipca 1968 ogłosiła zaręczyny z Dieterem Zimmermannem, jednak na początku 1969 ich związek się rozpadł. W maju 1969 podczas nagrań programu telewizyjnego poznała Björna Ulvaeusa, z którym wzięła ślub 6 lipca 1971 w kościele luterańskim w Verum, miejscowości leżącej w gminie Hässleholm w Skanii. W 1973 para doczekała się pierwszego dziecka – córki Lindy, a cztery lata później – syna Christiana. W tym okresie zaczęli przeżywać kryzys małżeński, co doprowadziło do ich rozstania w Boże Narodzenie w 1978. W latach 80. spotykała się z hokeistą Larsem Erikssonem, szefem domu mody Dickiem Hakanssonem, policjantem Torbjörnem Branderem, z którym rozstała się w 1985, i kompozytorem Bruce’em Gaitschem.
15 grudnia 1990 wyszła za hepatologa Tomasa Sonnenfelda, jednak ich związek małżeński zakończył się rozwodem w 1993. Od 1997 spotykała się z młodszym o 16 lat Gertem van der Graafem, który – jak mówił w wywiadach – zakochał się w niej w 1974 po usłyszeniu piosenki „Waterloo”. Mężczyzna w 1997 przeniósł się do Szwecji i zamieszkał w pobliżu piosenkarki, dzięki czemu udało mu się nawiązać z nią kontakt, a ich bliska znajomość trwała przez kolejne dwa lata. Po rozstaniu w 2000 stalker nękał ją telefonami oraz listami, co skłoniło artystkę do zgłoszenia sprawy na policję i złożenia wniosku o sądowy zakaz zbliżania się mężczyzny. Sąd przychylił się do wniosku Fältskog, doprowadzając do deportacji Van der Graafa ze Szwecji. W 2005 został ponownie zatrzymany za złamanie zakazu zbliżania się do artystki po tym, jak był widziany w pobliżu jej domu.
W 1983 na łamach dziennika „Dagens Nyheter” wystosowała list otwarty do przedstawicieli prasy kolorowej z prośbą o zaprzestanie naruszania jej prywatności i szerzenia nieprawdziwych informacji o jej życiu prywatnym.
2 października 1983 na trasie między Helsingborgiem a Sztokholmem brała udział w wypadku samochodowym, jednak wyszła z kraksy bez większych obrażeń.
W 1984 wyprowadziła się z Lidingö i zamieszkała w willi na półwyspie Ekerö. Ma także letni dom w Båstad. Jest honorową obywatelką Jönköping.
Jej majątek szacowany jest na ok. 200 mln dolarów.
Uczęszczała na terapię, podczas której starała się przepracować swój lęk przed lataniem, otwartą przestrzenią, tłumem i wysokością.

## Dyskografia

### Albumy studyjne
- Agnetha Fältskog (1968)
- Agnetha Fältskog Vol. 2 (1969)
- Som Jag Är (1970)
- När en vacker tanke blir en sang (1971)
- Fältskogs bästa (1973)
- Elva kvinnor i ett hus (1975)
- Tio år med Agnetha (1979)
- Nu tändas tusen juleljus (z Lindą Ulvaeus; 1980)
- Wrap Your Arms Around Me (1983)
- Teamtoppen 1 (1985)
- Eyes of a Woman (1985)
- Agnetha Collection (1986)
- Sjung denna sång (1986)
- Kom följ med i vår karusell (1987)
- I Stand Alone (1987)
- Geh' Mit Gott (1994)
- My Love, My Life (1996)
- Svensktoppar (1998)
- That’s Me (1998)
- My Colouring Book (2004)
- A (2013)

## Filmografia
- 1977: ABBA. Film jako ona sama
- 1983: Raskenstam jako Lisa Mattson

## Odznaczenia
- Kommendör av första klassen Królewskiego Orderu Wazów – 2024[47]